# Eggerland
Eggerland is een serie computerspellen van het genre puzzelspel die door HAL Laboratory werden ontwikkeld en uitgegeven. Het eerste spel kwam in 1985 uit en het laatste spel in 2000.
| Japanse titel                                     | Westerse titel                | Regio      | Uitgave     | Platform(s)                     |
| ------------------------------------------------- | ----------------------------- | ---------- | ----------- | ------------------------------- |
| Eggerland Mystery                                 | Eggerland Mystery             | JP, EU     | 1985        | MSX                             |
| Meikyū Shinwa (vert. "Labyrinth Myth") Eggerland  | Eggerland 2                   | JP, EU     | 1986        | MSX, MSX 2, Famicom Disk System |
| Eggerland – Revival of the Labyrinth              | -                             | JP         | 1988        | Famicom                         |
| Eggerland – Departure to Creation                 | -                             | JP         | 1988        | Famicom Disk System             |
| -                                                 | Adventures of Lolo            | NA, EU     | 1989        | NES                             |
| Adventures of Lolo                                | Adventures of Lolo 2          | JP, NA, EU | 1990        | NES                             |
| Adventures of Lolo 2                              | Adventures of Lolo 3          | JP, NA, EU | 1990        | NES                             |
| Lolo no Daibōken (vert. "Lolo's Great Adventure") | Adventures of Lolo (Game Boy) | JP, EU     | 1994        | Game Boy                        |
| Eggerland Episode 0: Quest of Lala                | -                             | JP         | 1996        | Windows                         |
| Revival! Eggerland                                | -                             | JP         | 2000 & 2001 | Windows                         |